# Santuario de Nuestra Señora de las Gracias de Janów Lubelski
Santuario de Nuestra Señora de las Gracias, de la Virgen del Rosario, Iglesia de San Juan el Bautista en Janów Lubelski, colegiata: erigido en los años 1694-1769, es un complejo monástico perteneciente a la orden dominicana y ubicado en Janów Lubelski.
En 1864, las autoridades zaristas obligaron a los dominicos a abandonar la iglesia por haber apoyado a los insurgentes del levantamiento de Enero. La imagen de Nuestra Señora del Rosario, reconocida en 1762 como milagrosa, está asociada a la iglesia.
El 24 de junio de 2015 el santuario fue elevado al rango de colegiata.